# Ada Turci
Ada Turci (Quistello, 17 gennaio 1924 – 3 febbraio 2012) è stata una giavellottista italiana.

## Biografia
Nel 1952 arrivò undicesima nella sua specialità ai Giochi olimpici di Helsinki con la misura di 41,20 m.
È stata dodici volte campionessa italiana, ma vinse anche l'edizione dei campionati del 1945, le cui campionesse (solo femminili) non vennero riconosciute dalla FIDAL.
È morta nel 2012 a 88 anni.

## Palmarès
| Anno | Manifestazione  | Sede     | Evento                 | Risultato | Prestazione | Note |
| ---- | --------------- | -------- | ---------------------- | --------- | ----------- | ---- |
| 1952 | Giochi olimpici | Helsinki | Lancio del giavellotto | 11ª       | 41,20 m     |      |

## Campionati nazionali
- 12 volte campionessa italiana assoluta nel lancio del giavellotto (1943, 1946, 1947, 1948, 1949, 1950, 1951, 1952, 1953, 1954, 1955 e 1958)